# Vaccinium bullatum
Vaccinium bullatum là một loài thực vật có hoa trong họ Thạch nam. Loài này được (Dop) Sleumer miêu tả khoa học đầu tiên năm 1941.